# (499514) 2010 OO127
(499514) 2010 OO127 est un objet transneptunien en résonance 3:5 avec Neptune et une planète naine potentielle.